# Мамбетказиев, Ережеп Альхаирович
Ереже́п Альхаи́рович Мамбеткази́ев (каз. Ережеп Әлхайырұлы Мәмбетқазиев; род. 13 сентября 1937, Астраханская область, РСФСР, СССР) — советский и казахстанский химик, Академик Национальной академии наук Казахстана, президент Казахстанско-Американского свободного университета. Основатель КАСУ — университета международного партнёрства.

## Биография и трудовая деятельность
Выпускник КазПИ имени Абая. С 1963 г. по 1984 г. — аспирант, профессор, зав. кафедрой, зам. декана КазГУ.
Докторскую диссертацию защитил в МГУ им. М. В. Ломоносова (1981 г.).
В 1984—2001 гг. — ректор Восточно-Казахстанского госуниверситета.
С октября 1993 г. по март 1995 г. — министр образования РК.
С 1994 г. — президент и основатель Казахстанско-Американского свободного университета. Академик Национальной Академии наук РК. Основатель отечественной научной школы электрохимии координационных соединений. Под его руководством подготовлено около 30 докторов и кандидатов наук.

## Научная деятельность
Автор целого ряда инноваций в реформировании образования, науки, внедрённых в вузовскую практику: тестирование, подготовка интеллектуальной элиты через Президентскую программу «Болашак», трёхъязычие, «бакалавр — магистр — доктор Ph.D», региональные университеты (Павлодарский, Акмолинский, Северо-Казахстанский, Талдыкорганский, Атыраусский), создание Академии наук Высшей школы Казахстана, издание журнала «Высшее образование в Казахстане» и др. Все инновации с незначительной корректировкой в ходе их внедрения успешно работают, актуальны по сей день.
Инициатор открытия и первый ректор Восточно-Казахстанского госуниверситета(третьего в республике после КазГУ и КарГУ). Создатель первого в Республике вуза международного партнерства — Казахстанско-Американского свободного университета, открытого при личном участии Президента РК Н. Назарбаева и при поддержке американской стороны.
Представлен к международной награде «Интеллект нации» (2009 г.).
Имеет более 770 научных трудов и публикаций, в том числе монографий по наиболее актуальным проблемам образования и науки, значительная часть которых переиздана в США, странах Европы, России, КНР, Монголии.
- Доктор химических наук, профессор, академик НАН РК, Международных Академий высшей школы, акмеологических наук, творчества, минеральных ресурсов, вице-президент Штаб-квартиры Международной Академии информатизации в Германии (Берлин).
- Депутат Верховного Совета РК 12-го созыва
- Депутат Облмаслихата Восточно-Казахстанской области[какого?] нескольких созывов

## Награды и звания
- Орден «Барыс» 3 степени (2017)[8]
- Орден «Парасат»
- Орден им. А. Байтурсынова
- Заслуженный работник образования РК
- Знак «За особые заслуги в развитии образования и науки РК» (удостоверение № 1)
- Юбилейная медаль в честь 20-летия Независимости РК
- Академик Национальной академии наук РК
- Академик Международной Академии Высшей школы, Академии акмеологических наук, творчества, минеральных ресурсов. Вице-президент Штаб-квартиры Международной Академии информатизации в Германии (Берлин). Академик
- Почетный гражданин г. Усть-Каменогорска[9]
- Член Ассамблеи народа Казахстана
- Председатель Попечительского Совета фонда «Мой город»
- Почетный ректор Республики Казахстан
- Почетный ректор Восточно-Казахстанского государственного университета им. С. Аманжолова
- Почетный профессор Уорнер Пасифик Университета (США), университета Кентукки (США), Почетный доктор естественных наук университета Атлантис (штат Калифорния, США), Почетный профессор Атырауского государственного университета, Атырауского университета нефти и газа, Почетный доктор Казахской академии спорта и туризма

## Память
Именем Мамбетказиева в 2014 году названа Калининская средняя общеобразовательная школа в селе Калинино Володарского района Астраханской области.